# Rammsjötjärnen (Nyhems socken, Jämtland)
Rammsjötjärnen är en sjö i Bräcke kommun i Jämtland och ingår i Ljungans huvudavrinningsområde.